# Diocesi di Raigarh
La diocesi di Raigarh (in latino Dioecesis Raigarhensis) è una sede della Chiesa cattolica in India suffraganea dell'arcidiocesi di Raipur. Nel 2022 contava 74.707 battezzati su 1.652.278 abitanti. È retta dal vescovo Paul Toppo.

## Territorio
La diocesi comprende per intero il distretto di Raigarh e la maggior parte del distretto di Sarangarh-Bilaigarh nello stato indiano del Chhattisgarh.
Sede vescovile è la città di Raigarh, dove si trova la cattedrale di San Michele.
Il territorio è suddiviso in 25 parrocchie.

## Storia
La diocesi di Raigarh-Ambikapur fu eretta il 13 dicembre 1951 con la bolla Laetissimo sane di papa Pio XII, ricavandone il territorio dalle diocesi di Nagpur e di Ranchi (oggi entrambe arcidiocesi).
Originariamente suffraganea dell'arcidiocesi di Calcutta, il 19 settembre 1953 in forza della bolla Mutant res dello stesso papa Pio XII entrò a far parte della provincia ecclesiastica di Nagpur e il 13 settembre 1963 è entrata a far parte di quella di Bhopal.
Il 10 novembre 1977 in forza della bolla Votis concedere di papa Paolo VI la diocesi si è divisa, dando origine alla diocesi di Ambikapur e alla presente diocesi, che ha assunto il nome attuale.
Il 27 febbraio 2004 è diventata suffraganea dell'arcidiocesi di Raipur.
Il 23 marzo 2006 ha ceduto una porzione del suo territorio a vantaggio dell'erezione della diocesi di Jashpur.

## Cronotassi dei vescovi
Si omettono i periodi di sede vacante non superiori ai 2 anni o non storicamente accertati.
- Oscar Sevrin, S.I. † (13 dicembre 1951 - 8 novembre 1957 dimesso[1])
- Stanislaus Tigga † (24 dicembre 1957 - 9 luglio 1970 deceduto)
- Francis Ekka † (24 aprile 1971 - 15 marzo 1984 deceduto)
- Victor Kindo † (25 novembre 1985 - 23 marzo 2006 nominato vescovo di Jashpur)
- Paul Toppo, dal 23 marzo 2006

## Statistiche
La diocesi nel 2022 su una popolazione di 1.652.278 persone contava 74.707 battezzati, corrispondenti al 4,5% del totale.
| anno | popolazione | popolazione | popolazione | presbiteri | presbiteri | presbiteri | presbiteri                | diaconi | religiosi | religiosi | parrocchie |
| anno | battezzati  | totale      | %           | numero     | secolari   | regolari   | battezzati per presbitero | diaconi | uomini    | donne     | parrocchie |
| ---- | ----------- | ----------- | ----------- | ---------- | ---------- | ---------- | ------------------------- | ------- | --------- | --------- | ---------- |
| 1970 | 168.980     | 2.227.964   | 7,6         | 85         | 38         | 47         | 1.988                     |         | 67        | 167       | 13         |
| 1980 | 172.670     | 1.316.000   | 13,1        | 73         | 39         | 34         | 2.365                     |         | 37        | 247       | 24         |
| 1990 | 210.000     | 1.526.000   | 13,8        | 122        | 82         | 40         | 1.721                     |         | 58        | 308       | 39         |
| 1999 | 238.887     | 2.110.305   | 11,3        | 164        | 121        | 43         | 1.456                     |         | 52        | 422       | 50         |
| 2000 | 246.337     | 2.175.936   | 11,3        | 169        | 129        | 40         | 1.457                     |         | 46        | 370       | 51         |
| 2001 | 251.230     | 2.219.181   | 11,3        | 180        | 138        | 42         | 1.395                     |         | 56        | 429       | 55         |
| 2002 | 237.690     | 2.238.486   | 10,6        | 175        | 139        | 36         | 1.358                     |         | 50        | 394       | 58         |
| 2003 | 242.125     | 2.257.958   | 10,7        | 194        | 145        | 49         | 1.248                     |         | 64        | 418       | 61         |
| 2004 | 242.915     | 2.258.748   | 10,8        | 194        | 145        | 49         | 1.252                     |         | 63        | 431       | 64         |
| 2006 | 56.640      | 1.265.084   | 4,5         | 51         | 43         | 8          | 1.110                     |         |           | 92        | 18         |
| 2010 | 61.770      | 1.367.000   | 4,5         | 59         | 53         | 6          | 1.046                     |         | 7         | 98        | 21         |
| 2014 | 64.401      | 1.493.627   | 4,3         | 66         | 55         | 11         | 975                       |         | 11        | 124       | 21         |
| 2017 | 66.846      | 1.513.025   | 4,4         | 73         | 60         | 13         | 915                       |         | 13        | 124       | 46         |
| 2020 | 73.665      | 1.578.000   | 4,7         | 69         | 57         | 12         | 1.067                     |         | 12        | 134       | 25         |
| 2022 | 74.707      | 1.652.278   | 4,5         | 74         | 63         | 11         | 1.009                     |         | 11        | 127       | 25         |